# 中港通
中港通集團有限公司（英語：Chinalink Express Holdings Limited）是香港的跨境巴士公司，於2003年12月註冊成立，主要業務為提供來往香港與廣東省之間的跨境巴士服務。

## 概要
2004年8月，香港運輸署向中港直通巴士有限公司授出經營往返香港荃灣至深圳皇崗口岸（「荃灣線」）之跨境旅遊客車服務專營牌照。中港通現持有中港30.77%股份。除荃灣線業務外，中港通亦經營來往香港至廣州、中山、佛山、梧州及雲浮等市之長途跨境旅遊客車服務，目標客戶為個人遊計劃之內地旅客。中港通亦為旅行團提供跨境旅遊客車租賃服務。
就所持有之跨境配額而言，中港通已成為香港跨境巴士市場之主要經營商。

## 主要股東
2006年，進智公交收購了中港通八成股權，成為其主要股東。中港通現有57輛旅遊客車，其中5輛是只在香港營運的旅遊客車，其餘則提供跨境服務。而該等旅遊客車為其主要資產。
2011年4月27日，冠忠巴士集團屬下環島旅運收購中港通全數股權，結束兩間公司一直於深圳機場線之競爭。

## 路線

### 現有路線

#### 獨營
- 旺角／佐敦／香港迪士尼樂園／海洋公園～廣州
- 廣州→香港國際機場
- 旺角／佐敦／香港迪士尼樂園～佛山
- 佛山→香港國際機場
- 旺角／佐敦～梧州／德慶
- 深圳寶安國際機場～澳門（拱北）
- 旺角↔佐敦↔港鐵九龍站圓方↔深圳灣口岸↔深圳寶安國際機場（西部通道快線）
- 旺角／佐敦～雲浮
- 廣州～澳門（拱北）
- 旺角／佐敦～茂名

#### 聯營
- 中港直通快線（中港直通巴士有限公司，中港通現持有6.6%股份。）
  - 荃灣～皇崗口岸（全日24小時提供服務）
- 港澳快線

### 過去路線
- 香港～南寧
- 旺角／沙田／上水～中山市三鄉鎮雅居樂花園（2007 年 11 月 1 日 起取消）
- 香港～清遠
- 佐敦～深圳灣口岸～蛇口南海酒店（西部通道快線）
- 旺角／佐敦～肇慶
- 沙巴特快（與香港中旅汽車服務、環島旅運、東僑客運、華通巴士和沙港巴士合作）
  - 沙頭角～粉嶺～九龍塘～旺角（早上至傍晚提供服務，只在傍晚的繁忙時間提供由沙頭角前往旺角的服務。）
- 樂園快線
  - 皇崗口岸～香港迪士尼樂園

## 車輛資料
- 猛獅19.360 (歐盟VI型)（RR2)）：InterCoach Strada車身
- 猛獅19.360 (歐盟VI型)（RR2)）：InterCoach Lion's Pride車身
- 猛獅19.360 (歐盟VI型)（RR2)：Gemilang車身
- 猛獅19.360 (歐盟VI型)（RR2)：亞洲 Aero車身
- 猛獅19.360 (歐盟VI型)（RR2）：Marcopolo Audace 1050車身
- 猛獅19.360 (歐盟VI型)（RR2）：Sc Chivalrous車身
- 猛獅18.360 HOCL/R(歐盟V型)（A91）：InterCoach Lion's Smart車身
- 猛獅18.360 HOCL/R(歐盟V型)（A91）：亞洲 Aero車身
- 猛獅18.350 HOCL/R(歐盟IV型)（A91）：MTrans MM10車身
- 猛獅18.280 HOCL/R(歐盟IV型)（A91）：宇通車身（宇通官方名稱為ZK6128HD）
- 斯堪尼亞K410IB4X2：Sc Chivalrous車身
- 斯堪尼亞K360IB4X2：Sc Chivalrous車身
- 中通LCK6115H

### 過去使用巴士
- 斯堪尼亞K113CLB：台灣基豐車身（左軚駕駛，持有粵B車牌）
- 三菱Fuso MM828MRHDAA
- 日產柴油RP252NSN：富士重工7B車身
- 斯堪尼亞K114IB：IRIZAR Century II車身
- 斯堪尼亞L94IB：IRIZAR InterCentury II車身
- 斯堪尼亞K113CLB：台灣一友車身
- 猛獅18.400 HOCL/R(歐盟II型)（A51）：Berkhof Axial 50車身
- 猛獅18.310 HOCL/R(歐盟III型)（A51）：Berkhof Axial 50 Facelift車身
- 猛獅18.360 HOCL/R(歐盟III型)（A51）：MTrans MM10車身+MTrans MM20車身+Noge Touring Star車身
- 猛獅18.360 HOCL/R(歐盟III型)（A82）：宇通Liontong車身（A82為中國制底盤）
- 五十鈴LV423R：捷聯JL-05車身
- 宇通ZK611HC：宇通車身
- 廈門金龍XMQ6119：廈門金龍車身
- 宇通ZK6100H：宇通車身

## 附屬公司
中港通現全資持有以下公司：
- 中港通旅運有限公司（Chinalink Bus Company Limited）
- 中港通旅行社有限公司（Chinalink Travel Services Company Limited）
- 美新團旅運有限公司（Mei Sun Tourist Bus Services Limited）
- 大利旅行社有限公司（Dalia Tour Agency Limited）
- 溫莎旅行社有限公司（Windsor Tour Agency Limited）

承包公司（牌頭）
- 快達香港豪華客車有限公司（Faster Hong Kong Limousine Limited）
- 和威發展有限公司（Fordway Development Limited）
- 和彩有限公司
- 志雄旅運有限公司（Chi Hung Travel Limited）

## 旗下國內公司
根據國內的規定，除獲豁免的公司外，所有經營國內客運服務的公司不可以以全外資的身份經營。中港通與內地的合作伙伴組成以下公司（俗稱「牌頭」）經營跨境巴士服務：
- 深圳美新團旅運有限公司
- 廣東高達旅運有限公司
- 廣東遠達旅運有限公司

中港通也向以下公司租下牌頭經營跨境巴士服務：
- 廣東駿達旅游客運有限公司
- 深圳中港通客運有限公司（左軚限定）
- 深圳鵬港運輸有限公司
- 廣東康達豪華客車服務有限公司
- 廣東彩誠汽車旅運有限公司
- 廣東詔關雄江旅運有限公司
- 廣東禮和汽車旅運有限公司
- 廣東興達客運有限公司

## 聯絡
- 中港通旅運有限公司：(852)22303030

## 外部連結
- 中港通集團有限公司（页面存档备份，存于）